# Xã Baker, Quận Stevens, Minnesota
Xã Baker (tiếng Anh: Baker Township) là một xã thuộc quận Stevens, tiểu bang Minnesota, Hoa Kỳ. Năm 2010, dân số của xã này là 114 người.